# ستانيسا مانديتش
ستانيسا مانديتش (بالصربية: Станиша Мандић) (ولد في 27 يناير 1995 في هرسك نوفي، صربيا والجبل الأسود) لاعب كرة قدم دولي من الجبل الأسود وصربيا يجيد اللعب في مركز الجناح الأيسر وبدرجة أقل الجناح الأيمن والمهاجم. يلعب حاليا لصالح الرفاع الشرقي البحريني منذ 2022.

## المسيرة الرياضية

### الأندية
نشأ في نادي إيغالو من الجبل الأسود. 
في 1 يوليو 2010 انتقل مانديتش من إيغالو إلى فويفودينا الصربي تحت 17 سنة في صفقة انتقال حر.
في 1 يوليو 2011 انتقل مانديتش من فويفودينا إلى راد بيوغراد الصربي تحت 19 سنة في صفقة انتقال حر.
في 1 يوليو 2013 انتقل مانديتش من راد بيوغراد إلى تشوكاريتشكي الصربي في صفقة انتقال حر. في موسمه الأول 2013-2014 وفي بطولة دوري الدرجة الممتازة ساهم في احتلال فريقه المركز الخامس برصيد 44 نقطة من 30 مباراة وبالتالي التأهل إلى الدوري الأوروبي. وفي بطولة كأس صربيا ساهم في وصول فريقه إلى الدور الثمن النهائي عندما خسر من ياغودينا 0-2.
في موسمه الثاني 2014-2015 وفي بطولة دوري الدرجة الممتازة ساهم في احتلال فريقه المركز الثالث برصيد 57 نقطة من 30 مباراة وبالتالي التأهل إلى الدوري الأوروبي. وفي بطولة كأس صربيا ساهم في تتويج فريقه بالبطولة بعدما تغلب في المباراة النهائية على بارتيزان 1-0 ليحقق مانديتش أولى بطولاته الشخصية. وفي بطولة الدوري الأوروبي ساهم في وصول فريقه إلى الدور التمهيدي الثاني عندما خسر من غروديغ النمساوي 2-5 في مجموع المباراتين.
في موسمه الثالث 2015-2016 وفي بطولة دوري الدرجة الممتازة ساهم في احتلال فريقه المركز الثالث برصيد 53 نقطة من 30 مباراة فانتقل إلى دوري البطولة حيث احتل المركز الثالث برصيد 39 نقطة من 37 مباراة بفارق أربع نقاط عن البطل بارتيزان وبالتالي التأهل إلى الدوري الأوروبي. وفي بطولة كأس صربيا ساهم في وصول فريقه إلى الدور الثمن النهائي عندما خسر من يافور إيفانييكا بركلات الترجيح. وفي بطولة الدوري الأوروبي ساهم في وصول فريقه إلى الدور التمهيدي الثاني عندما خسر من قبله الأذربيجاني 1-2 في مجموع المباراتين.
في موسمه الرابع والأخير 2016-2017 وفي بطولة دوري الدرجة الممتازة ساهم في احتلال فريقه المركز التاسع برصيد 40 نقطة من 30 مباراة فانتقل إلى دوري الهبوط حيث احتل المركز التاسع برصيد 32 نقطة من 37 مباراة بفارق 11 نقطة عن منطقة الهبوط. وفي بطولة كأس صربيا ساهم في وصول فريقه إلى الدور النصف النهائي عندما خسر من النجم الأحمر بلغراد 3-5 في مجموع المباراتين. وفي بطولة الدوري الأوروبي ساهم في وصول فريقه إلى الدور التمهيدي الثاني عندما خسر من فيديوتون المجري 1-3 في مجموع المباراتين.
في 8 أغسطس 2017 انتقل مانديتش من تشوكاريتشكي إلى سوغندال النرويجي بنظام الإعارة لمدة موسم واحد. في موسمه الأول 2017-2018 وفي بطولة دوري الدرجة الممتازة ساهم في احتلال فريقه المركز الرابع عشر برصيد 32 نقطة من 30 مباراة بفارق أربع نقاط من منطقة الأمان فانتقل إلى ملحق الهبوط حيث خسر من رانهيم بركلات الترجيح بعد تعادلهما 1-1 في مجموع المباراتين وبالتالي هبط إلى الدرجة الأولى.
في موسمه الثاني 2018 وفي بطولة دوري الدرجة الأولى ساهم في حصد فريقه 25 نقطة من 13 مباراة محتلا المركز الثاني. وفي بطولة كأس النرويج ساهم في وصول فريقه إلى الدور64 عندما خسر من فيلينغسدالين من الدرجة الرابعة 1-2.
في 19 يوليو 2018 تم تحويل عقد الإعارة إلى عقد بيع بانتقال مانديتش من تشوكاريتشكي إلى سوغندال النرويجي مقابل 250 ألف يورو. في موسم 2018 وفي بطولة دوري الدرجة الأولى ساهم في احتلال فريقه المركز الرابع برصيد 51 نقطة من 30 مباراة فانتقل إلى ملحق الصعود حيث خسر من أوليسوند 1-3.
في 20 فبراير 2019 انتقل مانديتش من سوغندال إلى زرينيسكي موستار البوسني بنظام الإعارة. في موسم 2018-2019 وفي بطولة دوري الدرجة الممتازة ساهم في احتلال فريقه المركز الثاني برصيد 65 نقطة من 33 مباراة بفارق خمس نقاط عن البطل ساراييفو وبالتالي تأهل إلى الدوري الأوروبي. وفي بطولة كأس البوسنة والهرسك خرج فريقه من الدور الربع النهائي عندما خسر من ساراييفو 0-2 في مجموع المباراتين.
في موسمه الثاني والأخير 2019-2020 وفي بطولة دوري الدرجة الممتازة ساهم في حصد فريقه 31 نقطة من 19 مباراة محتلا المركز الخامس. وفي بطولة كأس البوسنة والهرسك ساهم في وصول فريقه إلى الدور الربع النهائي عندما تغلب في الدور الثمن النهائي على سلوبودا توزلا من الدرجة الثانية 2-0. وفي بطولة الدوري الأوروبي ساهم في وصول فريقه إلى الدور التمهيدي الثالث عندما خسر من مالمو السويدي 1-3 في مجموع المباراتين. في 31 ديسمبر 2019 انتهت الإعارة. 
في 8 يناير 2020 انتقل مانديتش من سوغندال إلى مورا السلوفيني في صفقة انتقال حر. في موسمه الأول 2019-2020 وفي بطولة دوري الدرجة الممتازة ساهم في احتلال فريقه المركز الرابع برصيد 56 نقطة من 36 مباراة بفارق 13 نقطة عن البطل تساليه بالتالي تأهل للعب في الدوري الأوروبي. وفي بطولة كأس سلوفينيا ساهم في تتويج فريقه بالبطولة بعدما تغلب في المباراة النهائية على نافتا 2-0 ليحقق مانديتش ثاني بطولاته الشخصية.
في موسمه الثاني 2020-2021 وفي بطولة دوري الدرجة الممتازة ساهم في تتويج فريقه بالبطولة بعدما تصدر الترتيب برصيد 63 نقطة من 36 مباراة بفارق الأهداف عن الوصيف ماريبور بالتالي تأهل للعب في دوري أبطال أوروبا وليحقق مانديتش ثالث بطولاته الشخصية. وفي بطولة كأس سلوفينيا خرج فريقه من الجولة الأولى عندما خسر من درافا بتوي من الدرجة الثانية 0-2. وفي بطولة الدوري الأوروبي ساهم في وصول فريقه إلى الدور التمهيدي الثالث عندما خسر من آيندهوفن الهولندي 1-5.
في موسمه الثالث والأخير 2021-2022 وفي بطولة دوري الدرجة الممتازة ساهم في حصد فريقه 29 نقطة من 19 مباراة. وفي بطولة كأس سلوفينيا خرج فريقه من الجولة الأولى عندما خسر في الدور الربع النهائي من برافو بركلات الترجيح. وفي بطولة دوري أبطال أوروبا ساهم في وصول فريقه إلى الدور التمهيدي الثاني عندما خسر من لودوغورتس رازغراد البلغاري 1-3 في مجموع المباراتين ثم انتقل للعب في الدوري الأوروبي حيث ساهم في وصول فريقه إلى دور إخراج المغلوب عندما خسر من شتورم غراتس النمساوي 1-5 في مجموع المباراتين. ثم انتقل للعب في دوري المؤتمر الأوروبي حيث احتل المركز الرابع الأخير في المجموعة السابعة برصيد أربع نقاط من ست مباريات وخرج من دور المجموعات.
في 17 يناير 2022 انتقل مانديتش من مورا إلى ميتالاك الصربي في صفقة انتقال حر. في موسمه الوحيد 2021-2022 وفي بطولة دوري الدرجة الممتازة ساهم في احتلال فريقه المركز الخامس عشر قبل الأخير برصيد 27 نقطة من 30 مباراة فانتقل إلى دوري الهبوط حيث احتل المركز الخامس عشر قبل الأخير برصيد 33 نقطة من 37 مباراة بفارق نقطتين عن منطقة الأمان وبالتالي هبط إلى الدرجة الأولى. وفي بطولة كأس صربيا خرج فريقه من الدور الربع النهائي عندما خسر من نوفي بازار 0-1.
في 12 يوليو 2022 انتقل مانديتش من ميتالاك إلى الرفاع الشرقي البحريني في صفقة انتقال حر.

### المنتخبات
تم استدعاء مانديتش للمشاركة مع منتخب صربيا تحت 19 سنة في تصفيات بطولة أمم أوروبا تحت 19 سنة حيث ساهم في احتلال منتخب بلاده المركز الأول في المجموعة السابعة برصيد تسع نقاط من ثلاث مباريات وبالتالي تأهل إلى الدور الثاني من التصفيات حيث أوقعته القرعة في المجموعة الرابعة واستطاع تصدرها برصيد سبع نقاط من ثلاث مباريات وبالتالي التأهل إلى نهائيات البطولة التي أقيمت في المجر. في المجموعة الثانية احتل صربيا المركز الثاني برصيد خمس نقاط من ثلاث مباريات فتأهل إلى كأس العالم تحت 20 سنة لكرة القدم والدور النصف النهائي حيث خسر من البرتغال بركلات الترجيح.
قرر مدرب منتخب صربيا تحت 19 سنة فليكو باونوفيتش استدعاء مانديتش للمشاركة في بطولة كأس العالم التي استضافتها نيوزيلندا. في المجموعة الرابعة خسر من الأوروغواي 0-1 ثم قاز على مالي 2-0 حيث سجل مانديتش الهدف الثاني ثم فاز على المكسيك 2-0 ليتصدر صربيا المجموعة برصيد ست نقاط من ثلاث مباريات ليتأهل إلى الدور الثمن النهائي حيث فاز على المجر 2-1 ثم فاز على الولايات المتحدة بركلات الترجيح على الرغم من إضافة مانديتش الركلة الترجيحية الثانية. وفي الدور النصف النهائي فاز على مالي 2-1 وفي المباراة النهائية فاز صربيا على البرازيل 2-1 حيث سجل مانديتش الهدف الأول للصرب ليحقق مانديتش أولى بطولاته الشخصية الدولية.
بعد عودته من بطولة كأس العالم تحت 20 سنة في نيوزيلندا قدم توميسلاف سيفيتش مدرب منتخب صربيا تحت 21 سنة فريقه في تصفيات بطولة أوروبا تحت 21 سنة لكرة القدم 2017 والتي لم تشمل مانديتش. كتب فلاديمير ماتياسيفيتش المدير الإداري في نادي تشوكاريتشكي رسالة إلى سيفيتش حظيت بدعاية وطنية عندما اقترح أن سيفيتش كان يختار لاعبين لمنتخب صربيا تحت 21 عام على أساس وكلائهم وليس مواهبهم كلاعبين.
في 31 أغسطس 2015 أعلن مانديتش أنه قبل دعوة من اتحاد كرة القدم في الجبل الأسود للعب مع منتخب الجبل الأسود.
شارك في مباراتين في تصفيات بطولة أوروبا تحت 21 سنة لكرة القدم 2017 – المجموعة 1 حيث ساهم في الفوز على مالطا 1-0 ثم الخسارة من التشيك 0-3 ليحتل منتخب الجبل الأسود المركز الثالث برصيد 16 نقطة من عشر مباريات وبالتالي الفشل في التأهل إلى نهائيات البطولة.
في 9 أغسطس 2015 قرر برانكو برنوفيتش منتخب الجبل الأسود استدعاء مانديتش للمشاركة في أول مباراة دولية وكانت أمام مولدوفا التي انتهت بالفوز 2-0 في تصفيات بطولة أمم أوروبا 2016 المجموعة ص.

## الإنجازات

### الأندية
- تشوكاريتشكي 
  - كأس صربيا (1): 2014-2015
- مورا 
  - دوري الدرجة الممتازة (1): 2020-2021
  - كأس سلوفينيا (1): 2019-2020

### المنتخبات
- صربيا تحت 20 سنة
  - كأس العالم تحت 20 سنة لكرة القدم (1): 2015

## روابط خارجية
- ستانيسا مانديتش على موقع الاتحاد الدولي (مؤرشف)  (الإنجليزية)
- ستانيسا مانديتش على موقع الاتحاد الأوربي (الإنجليزية)
- ستانيسا مانديتش على موقع قاعدة بيانات كرة القدم.إي يو (الإنجليزية)
- ستانيسا مانديتش على موقع ناشيونال فوتبول تيمز (الإنجليزية)
- ستانيسا مانديتش على موقع Soccerway.com (الإنجليزية)